# Nicoletta Braschi
Nicoletta Braschi (Cesena, Emilia-Romaña, 19 de abril de 1960) es una actriz italiana. Alcanzó fama internacional por su papel en  La vida es bella.

## Biografía
Nació en Cesena el 19 de abril de 1960 y en 1980 se trasladó a Roma, donde estudió interpretación en la Academia Nacional de Arte Dramático Silvio D'Amico.
Ha actuado en Secreto secretos (1984) de Giuseppe Bertolucci, con Ferreri en ¿Qué tan bueno son de color blanco? (1987), con Bernardo Bertolucci en El cielo protector (1990), con Jordania en Pasolini, un delito italiano (1994), con Faenza en Pereira (1995), con Francesca Comencini en Me gusta el trabajo (Mobbing) (2003), hasta que ganó con la película Huevo duro (1997), de Paolo Virzi, un David di Donatello a la Mejor Actriz de Reparto. 
Está casada con Roberto Benigni, con quien ha trabajado en la película Me molesta (1983), y en varias películas en las que aquel ha dirigido, como Il piccolo diavolo (1988), Johnny Palillo (1991), Il mostro (1994), La vida es bella (1997), Pinocho (2002) y El tigre y la nieve (2005). 
En enero de 2007 regresó al teatro y debutó en Massa Carrara con El método Grönholm, un espectáculo que ha viajado por toda Italia hasta marzo de 2008.  
En 2009 lleva al teatro Betrayal, un espectáculo en el que todos traicionan a todos. 
En la mañana del 9 de julio de 2012 fue herida en un accidente de coche en el que se informó de un trauma facial, y del cual pudo sanar a los treinta días.
En 2013 fue uno de los miembros del jurado de la Cinéfondation y cortometrajes en el Festival de Cine de Cannes.

## Filmografía
- El tigre y la nieve, dirigida por Roberto Benigni (2005) (actriz y productora).
- Mi piace lavorare - Mobbing, dirigida por Francesca Comencini (2003).
- Pinocho, dirigida por Roberto Benigni (2002) (actriz y productora).
- Ovosodo, dirigida por Paolo Virzì (1997).
- La vida es bella, dirigida por Roberto Benigni (1997).
- Pasolini, un delitto italiano, dirigida por Marco Tullio Giordana (1994).
- Sostiene Pereira, dirigida por Roberto Faenza (1994).
- Il mostro, dirigida por Roberto Benigni (1994).
- El hijo de la Pantera Rosa, dirigida por Blake Edwards (1991).
- La domenica specialmente, dirigida por Giuseppe Bertolucci (1991).
- Johnny Palillo, dirigida por Roberto Benigni (1991).
- Il tè nel deserto, dirigida por Bernardo Bertolucci (1990).
- Mystery Train , dirigida por Jim Jarmusch (1989).
- Il piccolo diavolo, dirigida por Roberto Benigni (1988).
- Come sono buoni i bianchi, dirigida por Marco Ferreri (1988).
- Bajo el peso de la ley, dirigida por Jim Jarmusch (1986).
- Segreti, segreti, dirigida por Giuseppe Bertolucci (1985).
- Tu mi turbi, dirigida por Roberto Benigni (1983)